# Mauro Costa Couceiro
Mauro Costa Couceiro (Portugal, 1978) es un investigador y arquitecto portugués especialista en arquitectura biónica y sostenibilidad urbana que investiga sobre la integración de diseños naturales y estructuras biológicas en proyectos de arquitectura.

## Trayectoria
Costa estudió arquitectura en Facultad de Arquitectura de la Universidad de Lisboa y se graduó en 1999. Continuó sus estudios de posgrado con un Máster en Arquitecturas Genéticas en la Escuela de Arquitectura de la Universidad Internacional de Cataluña (ESARQ-UIC) con el que se especializó en diseño cibernético y nuevo diseño ecológico. De 2002 a 2009 continuó sus investigaciones sobre las analogías biológicas y la arquitectura y se doctoró en 2009. Desde 2009 ha sido profesor invitado en varias instituciones alrededor del mundo entre ellas en la Universidad de Seúl en Corea del Sur en 2010, en la Facultad de Ciencias y Tecnología de la Universidad de Coímbra de 2013 a 2017, universidad en la que continúa desde 2018 como profesor e investigador. También ha realizado estancias como profesor invitado en la Escuela de Arquitectura de Paris - La Villette, Sao Paulo, Universidad Complutense de Madrid o la Universidad de Lisboa entre otras.
Costa investiga y analiza las analogías funcionales entre biología y arquitectura con especial énfasis en procesos sostenibles que pueden materializarse mediante métodos CAD / CAM. Sus campos de especialización son biomimética, arquitectura, fabricación digital y diseño computacional, diseño paramétrico y algorítmico. Costa ha organizado y participado en varios concursos de diseño y arquitectura. Consiguió un primer y un tercer lugar en concursos internacionales de diseño de edificios públicos y soluciones urbanas, así como otras menciones honoríficas. Ha realizado proyectos de edificios públicos y privados en Europa. Ha trabajado para Sonae.com como arquitecto y administrador de espacios, desarrollando y coordinando diseños de edificios de oficinas y rehabilitación de edificios industriales.
Costa publica y participa en conferencias, exposiciones y colabora con varias instituciones internacionales, como Educación para el Diseño Arquitectónico Asistido por Computadora en Europa, la Escuela Internacional de Biónica y Arquitectura (EIN), la Sociedad Internacional para la Innovación Arquitectónica, el Colegio de Arquitectos de Cataluña, Generative Components del Grupo de Geometría de Bentley, o el Fórum Barcelona.
Desde 2018 Costa es investigador postdoctoral a tiempo completo en la Universidad de Coímbra.